# كلية الهندسة وتقنية المعلومات (جدة)
 كلية الهندسة وتقنية المعلومات تأسست عام 2009 تحت إشراف وزارة التعليم العالي ومقرها منطقة ذهبان في مدينة جدة في المملكة العربية السعودية.

## حرم الكلية
هناك ثلاثة مواقع للجامعة: يقع الحرم الجامعي للطلاب على مساحة 100,000 متر مربع في ذهبان شمال مدينة جدة حيث كلية إدارة الأعمال، وكلية الهندسة وتقنية المعلومات بالإضافة إلى كلية الإعلان، والحرم الجامعي للطالبات فيقع في شارع صاري بجدة. أما برنامج الماجستير لإدارة الأعمال فيقع في وسط مدينة جدة على طريق المدينة.

## رسالة الجامعة
تقدم كلية الهندسة وتقنية المعلومات علوم الهندسة وتقنية المعلومات على درجة عالية من الجودة، متوافقة مع مقاييس الجودة المحلية والعالمية، كما تقوم بإجراء أبحاث تطبيقية تتعلق بخدمة المجتمع، وتنصب برامجها التعليمية حول إعداد وتزويد طلابها بالمعرفة وبالمهارات اللازمة لتحقيق النجاح كمهندسين وتقنيين ومبتكرين وأصحاب مشاريع صغيرة في سوق الأعمال المحلي والعالمي.

## الأهداف
- الوصول إلى عدد ألف طالب بالكلية والعناية بهم حتى تخريجهم بمعدل لا يقل عن جيد.
- إعداد فصول دراسية من الدرجة الأولى تتضمن مزيجا من الطلاب المحليين والدوليين.
- إمداد مؤسسات تربوية وكليات أخرى بدراسات في الهندسة وتقنية المعلومات.
- التحسين المستمر للمناهج لبلوغ مستوى عال من الجودة، واستقطاب الكفاءات المميزة من الطلاب ورعايتهم ومتابعتهم حتى الحصول على درجة البكالوريوس.
- السعي للحصول على الاعتماد الأكاديمي العالمي من هيئة ABET .
- تطوير التعليم والتعلم بما في ذلك التعلم على أساس المشروعات، مع التركيز على التصميم والتجربة.
- استخدام أحدث الأساليب في التعلم ومنها التعلم الفعال، والاستفادة من الإنترنت وتعزيز الخدمات الإلكترونية لجميع الطلاب.

## الأقسام العلمية
- قسم الهندسة الصناعية
- قسم الهندسة المدنية
- قسم الهندسة الكهربائية للاتصالات والكترونيات
- قسم هندسة الكمبيوتر
- قسم تقنية المعلومات